# Ingeborg Brams læser digt af Grethe Heltberg
Ingeborg Brams læser digt af Grethe Heltberg er en dansk dokumentarfilm fra 1958 instrueret af Erling Wolter.

## Handling
Grethe Heltberg appellerer i sit digt til alle om at sætte et julemærke på deres julekort. Julemærkesalget giver økonomisk grundlag for et hjælpearbejde, der ikke får offentlig støtte.

## Medvirkende
- Ingeborg Brams